# Lope Íñiguez
Pour les articles homonymes, voir Íñiguez.
Lope Iñiguez (Lope Íñiguez en espagnol) (c.1050-1093), second seigneur de Biscaye. Il a succédé à son père Iñigo Lopez dans la seigneurie.
En 1076, il a soutenu le roi Alphonse VI de Castille, après le meurtre du roi de Pampelune, Sanche IV de Peñalén avec lequel la Biscaye, l'Alava, une partie du Guipuscoa et La Rioja se sont inclinés au monarque castillan. Le roi lui a livré ces terres pour étendre sa seigneurie, selon un document de 1082 du Monastère de San Millán de la Cogolla.
En 1085 il a fait partie de la conquête castillanne de Tolède.

## Descendance
Il a contracté un mariage avec Doña Tecla Díaz, fille de Diego Álvarez d'Oca, ayant comme descendance :
- Diego López qui lui succédera dans la seigneurie.
- Sancho López, Monsieur de Poza.
- Toute López, Madame d'Anguciana[2]. Mariée avec Lope González de Arzamendi, Seigneur d'Ayala (riche home de Castille, un des barons d'Alava).
- Sancha López, seigneure de Gallinero.
- Teresa López. Mariée avec García Sánchez de Zurbano.